# منطق موجهات

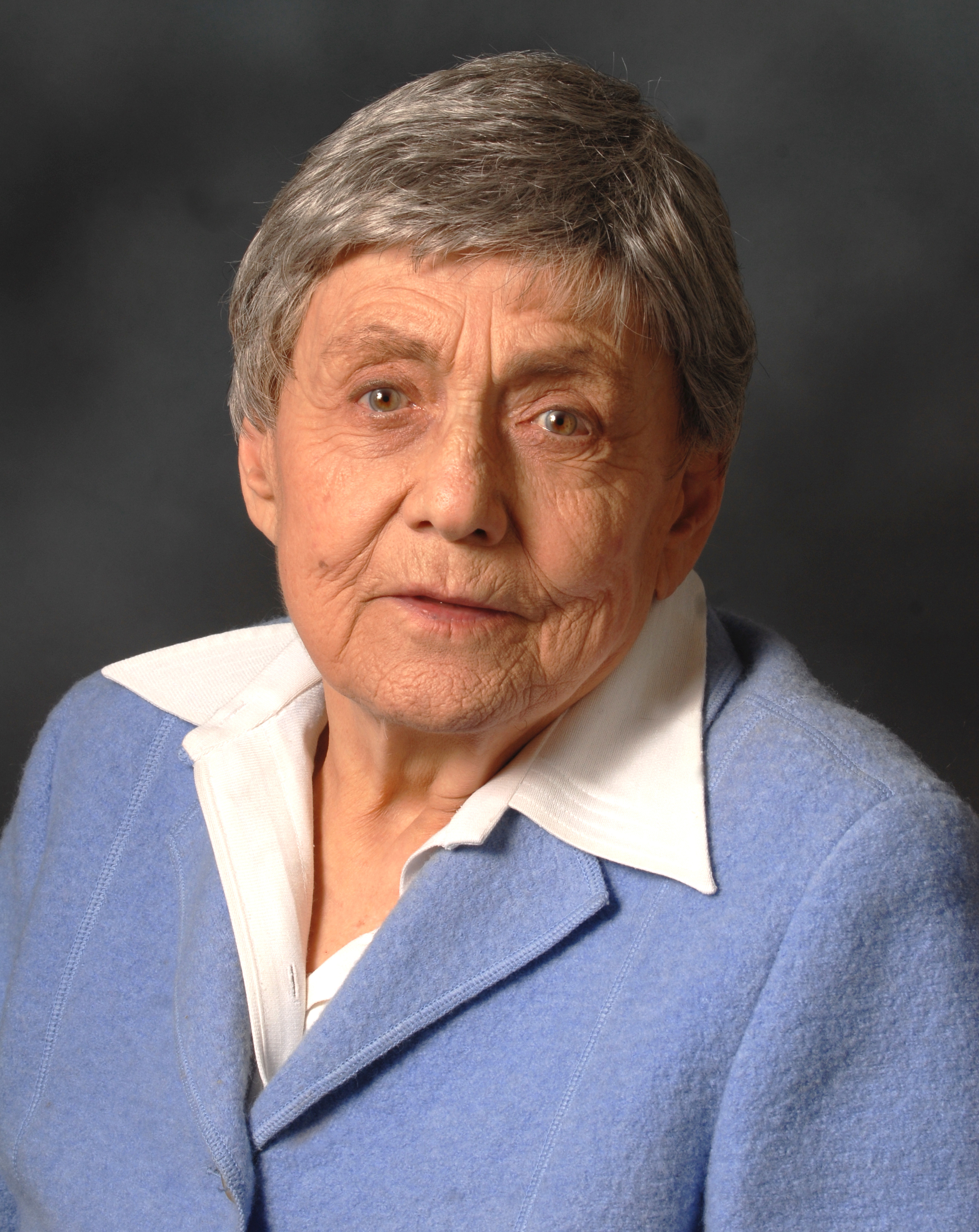

المنطق الطوري أو منطق الموجهات نوع من المنطق الذي يتعامل مع «المحتمل» و«الممكن» والذي يظهر في مقولات لغوية من قبيل:
«من المتوقع» و«من المفترض» و«ربما».